# Teddy Love
"Teddy Love" är en sång från 1974, skriven av Harpo och Bengt Palmers. Den finns med på Harpos debutalbum Leo the Leopard (1974), men utgavs även som singel samma år.
Skivan producerades och arrangeras av Palmers. Som B-sida valdes låten "Long Lonely Summer", skriven av Harpo och som även den finns med på debutalbumet. "Teddy Love" har senare spelats in av Tommy Bergs på skivan Det sägs att du är lycklig (1976) och av Alexander på det självbetitlade albumet Alexander (1977), den sistnämnda i en svensk översättning under namnet "Teddybjörn".

## Låtlista
1. "Teddy Love" – 3:35
2. "Long Lonely Summer" – 3:36